# Jamboree on the Internet
Jamboree on the Internet (česky Jamboree na internetu), známé  také pod zkratkou JOTI, je každoroční skautská událost. Skauti z celého světa se setkávají na chatu na internetu a mají možnost sdělovat si své zážitky a zkušenosti z různých skautských organizací po celém světě. Běžně se ke komunikaci používá ScoutLink (IRC), e-mail, a VOIP. JOTI probíhá souběžně s Jamboree on the Air (JOTA) a je oficiální událostí organisovanou WOSM.
Tradici JOTI založili roveři z Queanbeyan v roce 1995 komunikací mezi roverem Norvanem Vogtem, který byl na výměnném pobytu v Nizozemsku, a jeho domovským kmenem v Austrálii řízeným Brettem Sheffieldem. Propojil Putten v Nizozemí a Queanbeyan v Austrálii pomocí dedikovaného IRC serveru. V listopadu 1996 World Scout Committee zaznamenalo, že skauting už byl přítomný na internetu, a že se tam koná neformální a rychle rostoucí Jamboree na internetu, rozhodlo, že JOTI by se mělo stát oficiální mezinárodní skautskou událost, a že by se mělo konat ve stejném víkendu jako JOTA.